# Jan Ladislav Dussek: Piano Sonatas, The Sufferings of the Queen of France
Jan Ladislav Dussek: Piano Sonatas, Op. 9; The Sufferings of the Queen of France, Op. 23 – album polskiego pianisty Marka Toporowskiego z solowym wykonaniem kompozycji czeskiego kompozytora przełomu klasycyzmu i romantyzmu - Jana Ladislava Dusska (trzy „Sonaty fortepianowe, op. 9” oraz cykl „Cierpienia francuskiej królowej, op. 23”). Płyta została wydana 14 października 2019 przez DUX Recording Producers (nr kat. DUX 1578). Nominacja do Fryderyka 2020 w kategorii «Album Roku Recital Solowy».

## Lista utworów
| Jan Ladislav Dussek – 2019 | Jan Ladislav Dussek – 2019                                                             | Jan Ladislav Dussek – 2019 |
| Nr                         | Tytuł utworu                                                                           | Długość                    |
| -------------------------- | -------------------------------------------------------------------------------------- | -------------------------- |
| 1.                         | „Allegro non tanto” (Piano Sonata No. 1 in B flat major, Op. 9 No. 1 (1789))           | 9:37                       |
| 2.                         | „Rondo. Allegretto grazioso” (Piano Sonata No. 1 in B flat major, Op. 9 No. 1 (1789))  | 4:41                       |
| 3.                         | „The Sufferings of the Queen of France, Op. 23” ((1793))                               | 11:28                      |
| 4.                         | „Allegro con spirito” (Piano Sonata No. 2 in C major, Op. 9 No. 2 (1789))              | 11:30                      |
| 5.                         | „Larghetto con espressione” (Piano Sonata No. 2 in C major, Op. 9 No. 2 (1789))        | 4:43                       |
| 6.                         | „Presto assai” (Piano Sonata No. 2 in C major, Op. 9 No. 2 (1789))                     | 5:20                       |
| 7.                         | „Allegro maestoso con espressione” (Piano Sonata No. 3 in D major, Op. 9 No. 3 (1789)) | 10:14                      |
| 8.                         | „Prestissimo” (Piano Sonata No. 3 in D major, Op. 9 No. 3 (1789))                      | 6:08                       |
|                            |                                                                                        | 1:03:41                    |